# Championnats d'Afrique de judo 2006
Navigation
Édition précédente Édition suivante
Les Championnats d'Afrique de judo 2006 sont la 27e édition de cette compétition. Ils ont été disputés  du 5 au 10 juin 2006 à Port-Louis en Île Maurice. Une lutte serrée a opposé l'Égypte et la Tunisie qui ont obtenu 5 titres chacune mais la première a remporté le championnat grâce aux médailles d'argent obtenues. L'Algérie, troisième avec 4 médailles d'or a dominé les compétitions par équipe dont elle a accaparé les deux titres. Au niveau individuel, l'égyptienne Samah Ramadan a gagné deux médailles d'or.

## Tableau des médailles
Le tableau des médailles officiel ne prend pas en compte les deux compétitions par équipes.
| Rang  | Nation                           | Or | Argent | Bronze | Total |
| ----- | -------------------------------- | -- | ------ | ------ | ----- |
| 1     | Égypte                           | 5  | 5      | 2      | 12    |
| 2     | Tunisie                          | 5  | 1      | 7      | 13    |
| 3     | Algérie                          | 4  | 3      | 7      | 14    |
| 4     | Maroc                            | 2  | 3      | 3      | 8     |
| 5     | Maurice                          | 0  | 2      | 0      | 2     |
| 6     | Madagascar                       | 0  | 1      | 2      | 3     |
| 7     | Burkina Faso                     | 0  | 1      | 0      | 1     |
| 8     | Sénégal                          | 0  | 0      | 5      | 5     |
| 9     | Afrique du Sud                   | 0  | 0      | 2      | 2     |
| 10=   | Angola                           | 0  | 0      | 1      | 1     |
| 10=   | Côte d'Ivoire                    | 0  | 0      | 1      | 1     |
| 10=   | République du Congo              | 0  | 0      | 1      | 1     |
| 10=   | Niger                            | 0  | 0      | 1      | 1     |
| -     | Gabon                            | 0  | 0      | 0      | 0     |
| -     | Libye                            | 0  | 0      | 0      | 0     |
| -     | Mali                             | 0  | 0      | 0      | 0     |
| -     | République démocratique du Congo | 0  | 0      | 0      | 0     |
| -     | Seychelles                       | 0  | 0      | 0      | 0     |
| Total | Total                            | 16 | 16     | 32     | 64    |

## Podiums

### Femmes
| Épreuves                          | Or                     | Argent                            | Bronze                                              |
| --------------------------------- | ---------------------- | --------------------------------- | --------------------------------------------------- |
| Moins de 48 kg poids super-légers | Chahnez M'barki (TUN)  | Nina Marthine Randriamalala (MAD) | Meriem Moussa (ALG) Elsa Honorine Oyama Enye (CGO)  |
| Moins de 52 kg poids mi-légers    | Salima Souakri (ALG)   | Hanane Kerroumi (MAR)             | Clarisse Ebrottie Nda (CIV) Hortense Diedhiou (SEN) |
| Moins de 57 kg poids légers       | Hajer Barhoumi (TUN)   | Séverine Nebie (BUR)              | Beby Mahita (MAD) Wilhelmina Strydom (RSA)          |
| Moins de 63 kg poids mi-moyens    | Kahina Saidi (ALG)     | Haidy Hafez (EGY)                 | Fanta Keita (SEN) Nesria Jelassi (TUN)              |
| Moins de 70 kg poids moyens       | Rachida Ouerdane (ALG) | Yousra Zribi (TUN)                | Mira Nabil Nassif (EGY) Gisèle Mendy (SEN)          |
| Moins de 78 kg poids mi-lourds    | Houda Miled (TUN)      | Nada Ashraf Gaballa (EGY)         | Amal Mellouk (MAR) Kahina Hadid (ALG)               |
| Plus de 78 kg poids lourds        | Samah Ramadan (EGY)    | Salima Baazizi (MAR)              | Hana Mergheni (TUN) Sabrina Asselah (ALG)           |
| Open kg Toutes catégories         | Samah Ramadan (EGY)    | Christina Herbu (MRI)             | Sabrina Asselah (ALG) Yousra Zribi (TUN)            |

### Hommes
| Épreuves                          | Or                        | Argent                    | Bronze                                              |
| --------------------------------- | ------------------------- | ------------------------- | --------------------------------------------------- |
| Moins de 60 kg poids super-légers | Younes Ahmadi (MAR)       | Omar Rebahi (ALG)         | Atef Mustapha (EGY) Elie Norbert (MAD)              |
| Moins de 66 kg poids mi-légers    | Amin El Hady (EGY)        | Laval Collett (MRI)       | Abdou Alassane Djibo (NIG) Mame Birame Ndiaye (SEN) |
| Moins de 73 kg poids légers       | Amar Meridja (ALG)        | Haithan El Hossainy (EGY) | Anis Dkhili (TUN) Mohsen Senzag (MAR)               |
| Moins de 81 kg poids mi-moyens    | Youssef Badra (TUN)       | Hatem Abdelakher (EGY)    | Baye Diawara (SEN) Abderrahmane Benamadi (ALG)      |
| Moins de 90 kg poids moyens       | Hesham Mesbah (EGY)       | Mohamed El Assri (MAR)    | Amar Benikhlef (ALG) Mohamed Bouguerra (TUN)        |
| Moins de 100 kg poids mi-lourds   | Bassel El Gharabawy (EGY) | Hassan Azzoun (ALG)       | Sami Souissi (TUN) Abdelhak Tabach (MAR)            |
| Plus de 100 kg poids lourds       | Anis Chedly (TUN)         | Islam El Shehaby (EGY)    | Denis Oliveira (ANG) Boubakeur Missoum (ALG)        |
| Open kg Toutes catégories         | Mohamed El Assri (MAR)    | Boubakeur Missoum (ALG)   | Anis Chedly (TUN) Young Paul (RSA)                  |

### Par équipes
| Épreuves | Or      | Argent  | Bronze  |
| -------- | ------- | ------- | ------- |
| Hommes   | Algérie | Tunisie | Sénégal |
| Femmes   | Algérie | Sénégal | Tunisie |